# 沃爾弗斯海姆湖

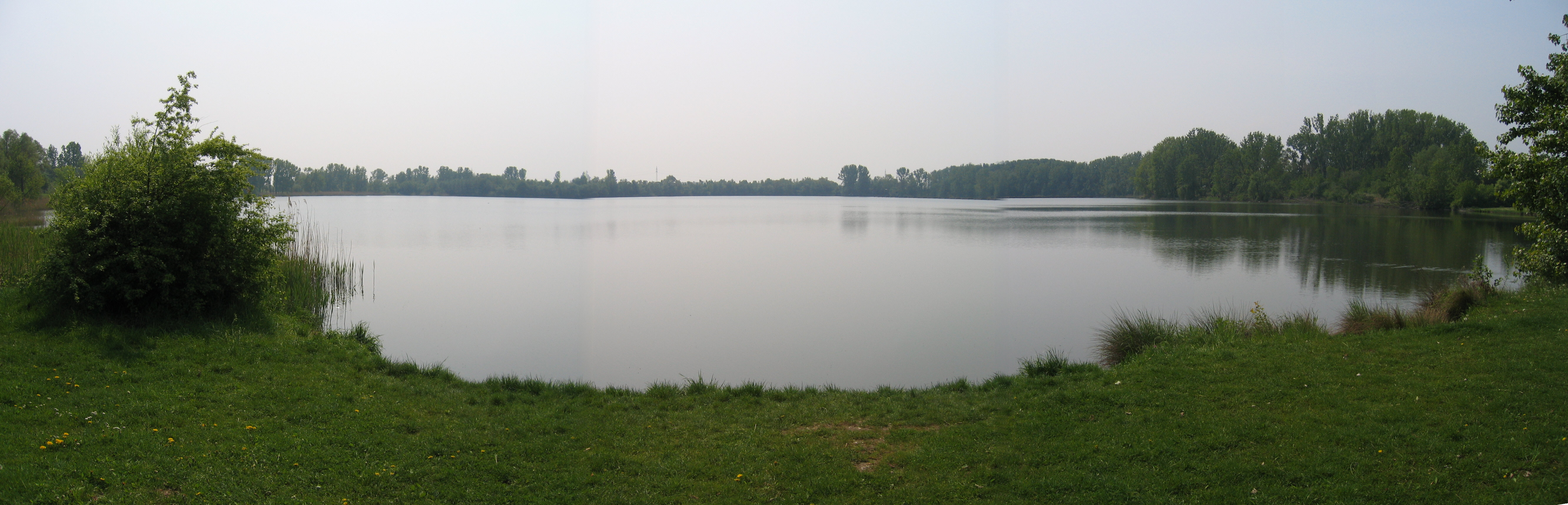

50°23′49″N 8°50′14″E / 50.396865°N 8.837214°E
沃爾弗斯海姆湖（德語：Wölfersheimer See），是德國的湖泊，位於該國中部，由黑森州負責管轄，處於沃爾弗斯海姆，長0.9公里，面積0.39平方公里，海拔高度131米，平均水深9米。